# Artur Maruszewski

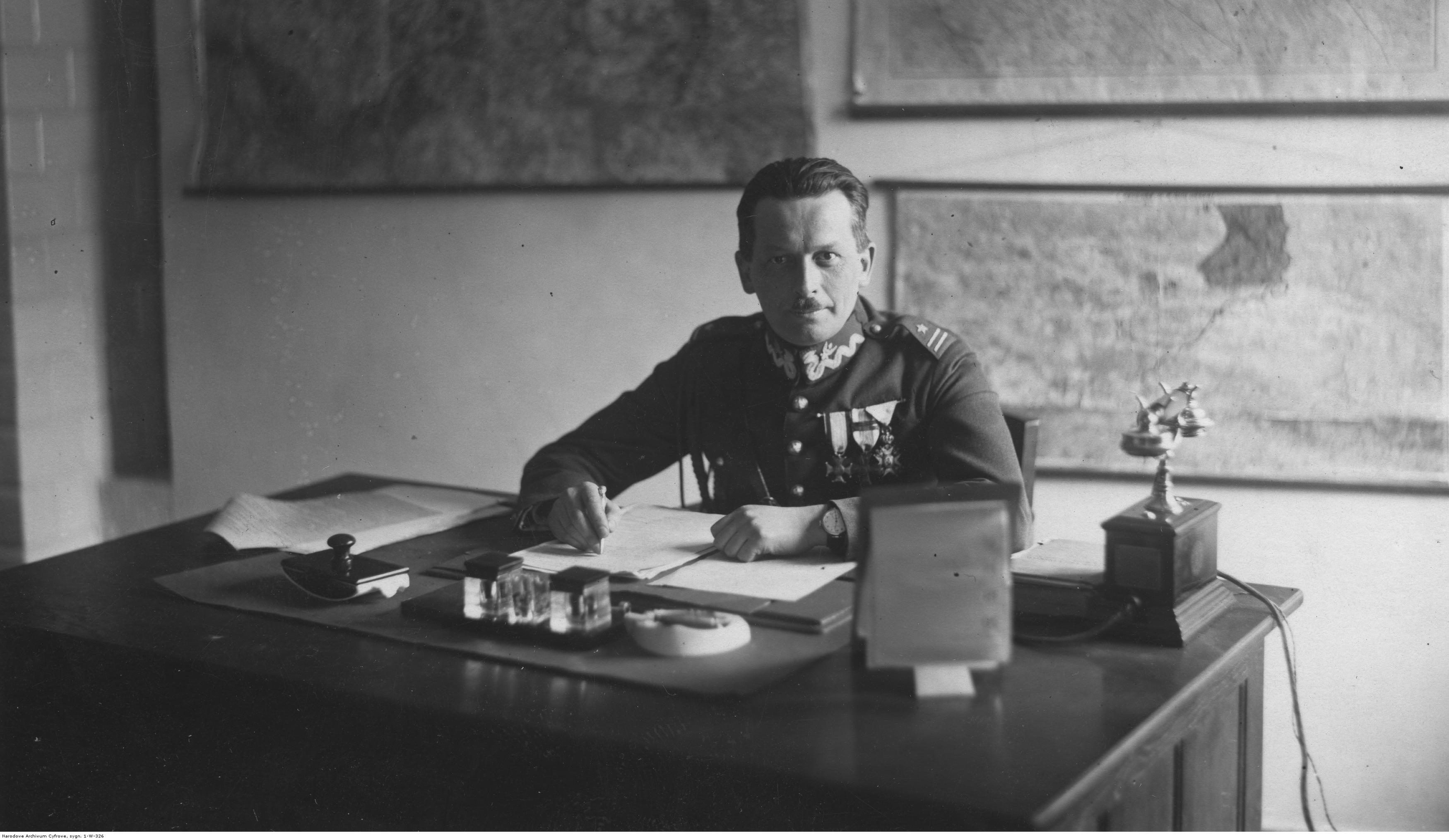
Mjr Artur Maruszewski, szef sztabu KOP-u, za biurkiem

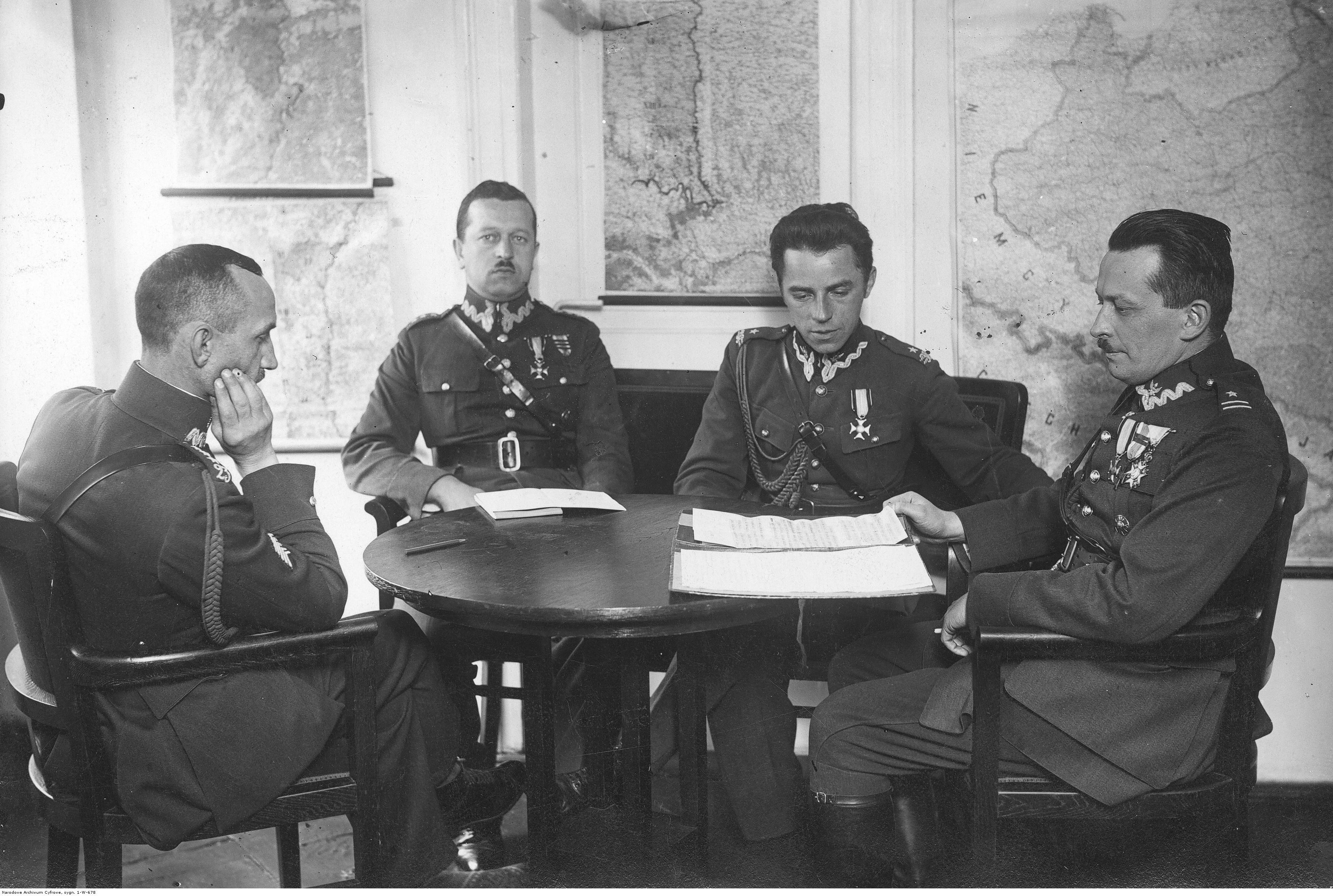
Mjr Artur Maruszewski, Tadeusz Munnich i inni w czasie pracy w sztabie KOP-u; 1926 r.

Artur Tomasz Maruszewski, ps. „Ksawery” (ur. 21 grudnia 1886 w Warszawie, zm. 6 grudnia 1945 w Kirkcaldy) – pułkownik dyplomowany piechoty Wojska Polskiego, piłsudczyk, wojewoda tarnopolski, poznański, wileński, kawaler Orderu Virtuti Militari.

## Życiorys
Artur Tomasz Maruszewski urodził się 21 grudnia 1886 roku w Warszawie, w zamożnej rodzinie mieszczańskiej, Teofila i Teodozji z Mierzyńskich. Pierwsze nauki pobierał w rodzinnym mieście, ale do matury nie doszedł, gdyż został relegowany z gimnazjum za udział w strajku szkolnym 1905 roku. Naukę kontynuował na Krymie w mieście Kercz, gdzie zdał egzamin dojrzałości, po czym podjął studia prawa na uniwersytetach w Kazaniu i Kijowie. Tam zaangażował się w pracę korporacji studenckich o zabarwieniu socjalistycznym. Od 1908 roku był członkiem ZWC i Organizacji Bojowej PPS. W roku 1910 odbył letni kurs Szkoły Partyjnej PPS i podstawowe wyszkolenie wojskowe w Krakowie, po czym działał w Kijowie, co skończyło się aresztowaniem i zesłaniem w głąb Rosji. Po powrocie do Krakowa w roku 1912 podjął studia na UJ, jednocześnie odbywając kurs oficerski „Strzelca”.
Po wybuchu I wojny światowej Maruszewski wstąpił do 5. Pułku Piechoty I Brygady Legionów Polskich, gdzie w 1916 awansował z podoficera na podporucznika, wstępując jednocześnie do POW. Po tzw. kryzysie przysięgowym został w 1917 osadzony w obozie dla internowanych w Szczypiornie pod Kaliszem. Tu poznał przyszłą żonę Alicję ze Sztarków (pseudonim w POW „Hanka”). Jako oficer byłego Polskiego Korpusu Posiłkowego reskryptem Rady Regencyjnej z 25 października 1918 roku został przydzielony do podległego jej Wojska Polskiego w randze podporucznika.
W listopadzie 1918 Maruszewski wstąpił do Wojska Polskiego i walczył jako porucznik w 1 i 5 pp. W latach 1920–1921 był słuchaczem I Kursu Normalnego Wyższej Szkoły Wojennej w Warszawie. Kurs ukończył z wyróżnieniem i przydzielony został do Oddziału I Sztabu Generalnego, w którym objął stanowisko szefa Wydziału Mobilizacyjnego. Z dniem 31 października 1926 roku przeniesiony został do Korpusu Ochrony Pogranicza na stanowisko szefa sztabu. Obowiązki szefa sztabu przejął od ppłk. SG Juliusza Ulrycha. 12 kwietnia 1927 roku awansował na podpułkownika ze starszeństwem z dniem 1 stycznia 1927 i 40. lokatą w korpusie oficerów piechoty. W lipcu 1929 roku został dowódcą Pułku KOP „Czortków”. 21 grudnia 1932 roku został awansowany na pułkownika ze starszeństwem z dniem 1 stycznia 1933 roku i 5. lokatą w korpusie oficerów piechoty. Z dniem 10 października 1933 roku został przeniesiony w stan nieczynny, bez prawa do poborów.
W październiku 1933 roku, po przeniesieniu w stan nieczynny, rozpoczął błyskotliwą karierę w administracji państwowej. Pełnił kolejno funkcje wojewody: tarnopolskiego (21 X 1933 – 15 I 1935), poznańskiego (16 I – 23 VI 1935 i 29 X 1935 – 19 V 1939, w międzyczasie pracował w MSW) i wileńskiego (19 V – 18 IX 1939). Styl jego pracy zwierzchnik, premier Felicjan Sławoj Składkowski scharakteryzował następująco: ...droga uzgadniania i współpracy urzędu wojewódzkiego z czynnikami samorządowymi i społecznymi w terenie województwa. Ten sposób pracy, powolny lecz pewny, stosowało z mniejszym lub większym powodzeniem kilku wojewodów.
19 września 1939, trzeciego dnia agresji ZSRR na Polskę, Armia Czerwona stanęła u bram Wilna. Wraz z dużą grupą działaczy sanacyjnych (m.in. Aleksandrą Piłsudską i Aleksandrem Prystorem), którzy wiedzieli co ich czeka gdyby dostali się w ręce bolszewików, Maruszewski przedostał się do Kowna, ówczesnej stolicy Litwy. Udało mu się uratować przed grabieżą złoto i waluty Banku Polskiego w Wilnie, które natychmiast zdeponował u płk. Mitkiewicza, polskiego attaché wojskowego w Kownie. Z Kowna Maruszewskiemu udało się przedostać przez Szwecję i Holandię do Paryża i stamtąd do Londynu. Popierany przez byłego współpracownika gen. Zająca Maruszewski starał się bezskutecznie o przydział do Polskich Sił Zbrojnych, ale spotkał się ze stanowczą odmową gen. Sikorskiego. Resztę życia spędził w niedostatku. Pochowany został na cmentarzu Corstorphine Hill w Edynburgu.
Z Alicją ze Sztarków (której siostra Inez była pierwszą żoną Juliusza Ulrycha) Artur Maruszewski miał dwóch synów, Wojciecha (1920–2008) i Jana Juliusza (1925–2007), którzy pozostali na emigracji.
Był także poczytnym pisarzem zajmującym się historią wojskowości, napisał m.in. pracę Ochrona granic w dawnej Polsce i dzisiaj (1–2, Warszawa 1936). Żona Alicja była autorką książki Wspomnienia o opiece kaliskiej Ligi Kobiet nad więźniami Szczypiorna.

## Ordery i odznaczenia
- Krzyż Srebrny Orderu Wojskowego Virtuti Militari nr 6611 – 17 maja 1922[8][9]
- Krzyż Komandorski Orderu Odrodzenia Polski
- Krzyż Niepodległości (20 stycznia 1931)[10]
- Krzyż Oficerski Orderu Odrodzenia Polski (10 listopada 1927)[11]
- Krzyż Walecznych (trzykrotnie)
- Złoty Krzyż Zasługi (19 marca 1931[12], 1938[13])
- Medal Pamiątkowy za Wojnę 1918–1921[14]
- Medal Dziesięciolecia Odzyskanej Niepodległości[14]
- Odznaka „Za wierną służbę”[14]
- Państwowa Odznaka Sportowa[14]
- Odznaka Strzelecka[14]
- Krzyż Oficerski Orderu Świętego Sawy (Jugosławia)
- Kawaler Orderu Legii Honorowej (Francja)